# 경제

국가별 1인당 국민총생산 (2024년, PPP)

- >$60,000
- $50,000 – $60,000
- $40,000 – $50,000
- $30,000 – $40,000
- $20,000 – $30,000
- $10,000 – $20,000
- $5,000 – $10,000
- $2,500 – $5,000
- $1,000 – $2,500
- <$1,000
- 데이터 없음

경제(經濟)는 생산, 분배, 무역, 재화와 서비스의 소비를 다루는 넓은 영역이다. 보통 이는 자원의 생산, 사용 및 관리와 관련된 관행, 담론 및 물질적 표현을 강조하는 사회적 영역으로 정의된다. 특정한 경제를 바라볼 경우 문화, 가치, 교육, 기술 진화, 역사, 사회 조직, 정치 구조, 법률 체계, 천연 자원을 주요 요인으로 두고 바라보는 일련의 과정이다. 이러한 요인은 경제가 기능하는 맥락, 내용, 조건 및 매개변수를 제공한다. 다시 말해, 경제 영역은 단독으로 존재하지 않는 상호 연관된 인간의 관행과 거래의 사회적 영역이다.
경제 주체는 개인, 사업, 조직, 정부일 수 있다. 경제 거래는 두 단체 또는 당사자가 거래되는 재화나 서비스의 가치 또는 가격에 동의할 때 발생하며, 일반적으로 특정 통화로 표현된다. 그러나 금전 거래는 경제 영역의 작은 부분만을 차지한다.
경제 활동은 천연 자원, 노동 및 자본을 사용하는 생산으로 촉진된다. 이는 기술, 혁신 (신제품, 서비스, 프로세스 개선, 시장 확장, 시장 다각화, 틈새 시장, 매출 기능 증가) 및 산업 관계 변화 (가장 주목할 만한 것은 아동 노동이 세계 일부 지역에서 보편적 교육 접근성으로 대체되는 것) 등으로 시간이 지남에 따라 변해왔다.

## 어원

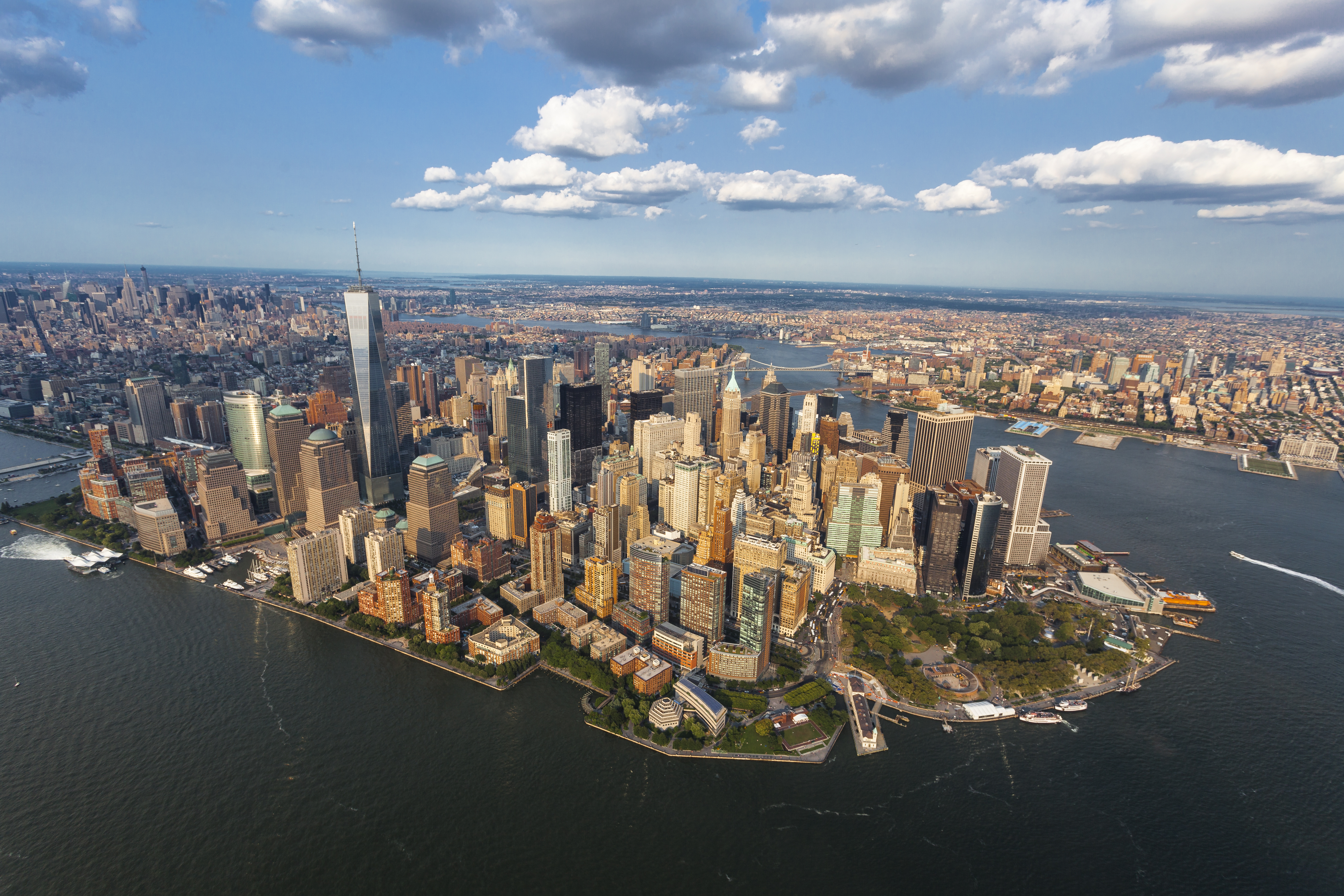
세계 주요 핀테크 및 금융 중심지인 뉴욕의 모습. 뉴욕은 세계 주요 대도시 경제의 중심이기도 하다.

영어 단어 "economy"는 중세 프랑스어 yconomie에서 유래했으며, 이는 다시 중세 라틴어 oeconomia에서 파생되었다. 라틴어 단어는 고대 그리스어 oikonomia 또는 oikonomos에 그 기원을 둔다. 이 단어의 첫 부분 oikos는 "집"을 의미하고, 두 번째 부분 nemein은 "관리하다"를 의미한다.
"국가나 지역의 경제 체계"를 나타내는 현재 가장 자주 사용되는 의미는 1650년대까지는 발전하지 않은 것으로 보인다.
근대 이후에는 한국어의 "경제"의 어원인 '經濟'라는 단어가 동아시아권 전반에서 위에 설명한 서양에서의 "economy"와 같은 뜻으로 쓰였지만, 근대 이전에서는 정치적, 윤리적 의미를 포함하는 "경세제민"(經世濟民)의 약자로 사용되었다. 일본의 서구화 과정에서 'economy'의 일본어 번역으로 경제라는 단어를 가지고 왔고, 이 단어가 한국으로 유래되면서 동아시아 한자 문화권 전반에서 번역어로 차용되었다.

## 역사

### 초기 기원

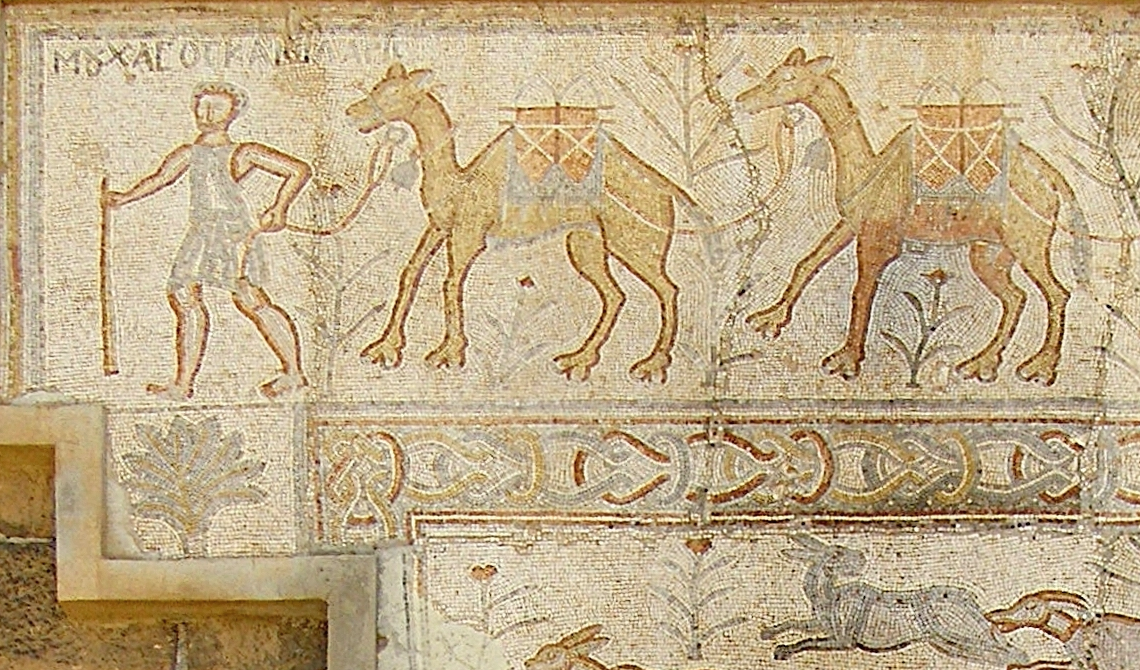
부스라에서 발견된 고대 로마 모자이크, 사막을 가로질러 낙타를 이끄는 상인을 묘사했다.

누군가가 재화나 서비스를 만들고, 공급하고, 분배하는 한 어떤 종류의 경제든 존재해 왔다. 사회가 성장하고 복잡해짐에 따라 경제는 더 커졌다. 수메르는 상품 화폐를 기반으로 한 대규모 경제를 발전시켰고, 이후 바빌로니아인과 그 이웃 도시 국가는 채무, 법적 계약 및 비즈니스 관행과 관련된 법률, 사유 재산에 대한 규칙/법률 측면에서 우리가 생각하는 가장 초기 경제 체계를 발전시켰다.
바빌로니아인과 이웃 도시 국가는 현재 사용되는 시민 사회(법률) 개념과 비교할 수 있는 형태의 경제를 발전시켰다. 법원, 감옥, 정부 기록을 포함하는 최초로 알려진 성문화된 법률 및 행정 체계를 개발했다.
고대 경제는 주로 자급농업에 기반을 두었다. 셰켈은 셈족이 사용했던 무게 단위와 통화 단위를 지칭하는 최초의 용어이다. 이 용어의 첫 사용은 기원전 3000년경 메소포타미아에서 왔으며, 은, 청동, 구리 등과 같이 다른 가치와 관련되는 특정한 보리 질량을 가리켰다. 보리/셰켈은 원래 통화 단위이자 무게 단위였는데, 이는 영국 파운드가 원래 1파운드 은의 질량을 나타내는 단위였던 것과 같다.
대부분의 상품 교환은 사회적 관계를 통해 이루어졌다. 시장에서 물물교환을 하는 상인도 있었다. 현재 영어 단어 'economy'가 유래된 고대 그리스에서는 많은 사람들이 자유보유자의 채무노예였다. 경제 논의는 희소성을 중심으로 대두되었다.
중국 경제법에서 제도적 혁신의 거대한 순환은 하나의 아이디어를 담고 있다. 비시장 경제를 지원하는 것은 기업의 종신 고용을 촉진하며, 이는 관료적 기회로부터 법적으로 보장되고 보호된다.

### 중세
중세에는 현재 경제라고 불리는 것이 자급자족 수준에서 크게 벗어나지 않았다. 대부분의 교환은 사회 집단 내에서 이루어졌다. 그 외에 위대한 정복자는 (이탈리아어 'ventura', 위험에서 유래한) 벤처 캐피털을 모아 정복 자금을 마련했다. 자본은 신대륙에서 가져올 재화로 상환하기로 약속했다. 마르코 폴로(1254–1324), 크리스토퍼 콜럼버스(1451–1506), 바스쿠 다 가마(1469–1524)의 신대륙 발견은 최초의 글로벌 경제로 이어졌다. 최초의 기업은 무역 상사였다. 1513년, 최초의 증권거래소가 안트베르펜에 설립되었다. 당시 경제는 주로 무역을 의미했다.
유럽의 정복지는 유럽 국가들의 지부가 되었는데, 이른바 식민지였다. 떠오르는 국가인 스페인, 포르투갈, 프랑스, 영국 및 네덜란드는 관세를 통해 무역을 통제하려고 시도했으며, 중상주의(라틴어 'mercator', 상인에서 유래)는 사유 재산과 공익 사이를 중재하려는 첫 번째 접근 방식이었다. 유럽의 세속화는 국가가 교회의 막대한 재산을 도시 발전에 활용할 수 있게 했다. 귀족의 영향력은 감소했다. 최초의 경제 국무장관이 업무를 시작했다. 암셸 마이어 폰 로트실트(1773–1855)와 같은 은행가는 전쟁과 기반 시설과 같은 전국가적 계획에 자금을 지원하기 시작했다. 그 이후로 경제는 국가 시민의 경제 활동 주제로서 국민 경제를 의미하게 되었다.

### 산업 혁명
진정한 현대적 의미에서 최초의 경제학자는 스코틀랜드 사람인 애덤 스미스(1723–1790)였다. 그는 중농주의와 나중에 경제학을 공부한 애덤 마리에게서 부분적으로 영감을 받았다. 애덤 스미스는 국민 경제의 요소를 정의했다. 상품은 경쟁(수요와 공급) 및 분업의 사용으로 생성되는 자연 가격으로 제공된다. 그는 자유 무역의 기본 동기가 인간의 사적 이익이라고 주장했다. 이른바 사적 이익 가설은 경제학의 인류학적 토대가 되었다. 토머스 맬서스(1766–1834)는 수요와 공급의 개념을 과잉 인구 문제에 적용했다.
산업 혁명은 18세기부터 19세기까지 농업, 제조업, 광업, 교통 분야에서 큰 변화가 있었던 시기로, 영국에서 시작하여 이후 유럽, 북아메리카, 그리고 마침내 전 세계로 퍼져나가 사회경제적, 문화적 조건에 지대한 영향을 미쳤다. 산업 혁명의 시작은 인류 역사에 중요한 전환점이 되었고, 거의 모든 일상생활 측면이 결국 어떤 식으로든 영향을 받았다. 유럽에서는 야생자본주의가 중상주의(오늘날의 보호무역) 체제를 대체하기 시작했고 경제성장으로 이어졌다. 이 시기는 산업 혁명이라고 불리는데, 생산 체계의 분업화가 대량생산을 가능하게 만들었기 때문이다.

### 20세기
"경제"라는 현대적 개념은 1930년대 미국의 대공황까지는 대중적으로 알려지지 않았다.
두 차례의 세계 대전과 파괴적인 대공황의 혼란 이후, 정책 입안자는 경제의 흐름을 통제할 새로운 방법을 모색했다. 이는 프리드리히 아우구스트 폰 하이에크 (1899–1992)와 밀턴 프리드먼 (1912–2006)이 탐구하고 논의되었는데, 이들은 세계적인 자유 무역을 주장했으며 이른바 신자유주의의 아버지로 여겨진다. 그러나 지배적인 견해는 국가가 시장을 더 강력하게 통제해야 한다고 주장한 존 메이너드 케인스 (1883–1946)의 것이었다. 국가가 총수요를 조작하여 경제 문제를 완화하고 경제 성장을 촉진할 수 있다는 이론은 그의 이름을 따서 케인스주의라고 불린다. 1950년대 후반, 미국과 유럽의 경제 성장, 흔히 라인강의 기적 (독일어로 경제 기적)이라고 불리는 고도성장은 새로운 형태의 경제인 대량 소비 경제를 가져왔다. 1958년, 존 케네스 갤브레이스 (1908–2006)는 그의 저서 《풍요한 사회》에서 풍요 사회라는 개념을 처음으로 언급했다. 대부분의 국가에서 차용한 경제 체계는 사회적 시장경제라고 불린다.

### 21세기

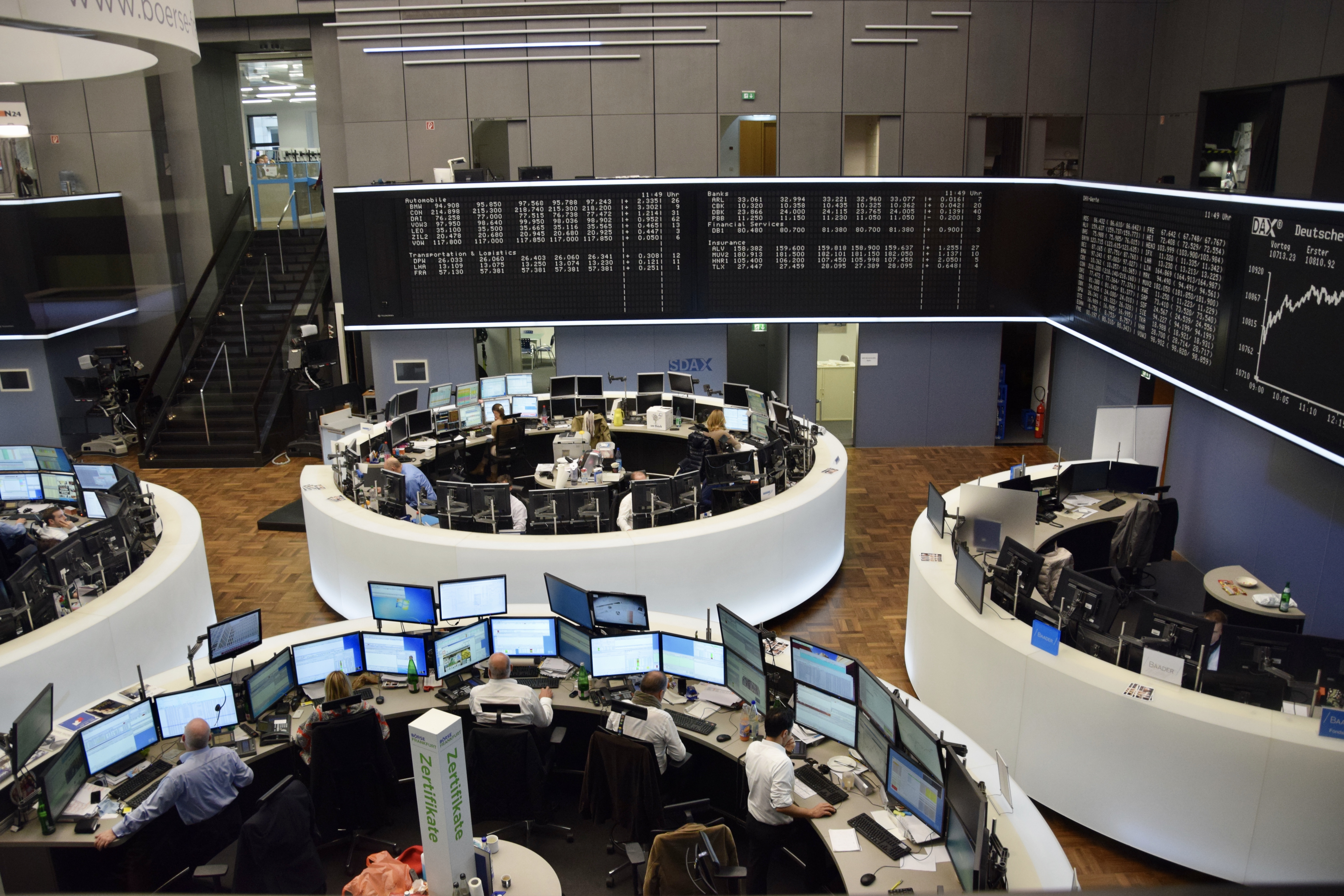
2015년 프랑크푸르트 증권거래소

철의 장막 붕괴와 동구권 국가의 민주 정부 및 시장 경제로의 전환과 함께 탈공업 사회의 개념이 중요성을 갖게 되었는데, 이는 산업화 대신 서비스 부문이 중요성을 얻는다는 것을 의미하기 때문이다. 일부는 이 용어의 첫 사용을 다니엘 벨의 1973년 저서 《후기 산업 사회의 도래》로 보지만, 다른 이들은 사회 철학자 이반 일리치의 저서 《연희를 위한 도구》로 본다. 또한 이 용어는 철학에서 90년대 후반, 특히 21세기 초반의 포스트모더니즘의 퇴색을 지칭하는 데에도 사용된다.
2000-2001년 이후 인터넷이 대중 매체 및 통신 매체로 확산되면서, 전자 상거래 및 전자 사업의 중요성이 커짐에 따라 인터넷 및 정보 경제 개념이 등장했으며, 새로운 유형의 "모든 것이 연결된" 사회에 대한 이해로서 글로벌 정보 사회라는 용어도 만들어졌다. 2000년대 후반, 중국, 브라질, 인도와 같은 국가들의 새로운 유형의 경제 및 경제 확장은 일반적으로 지배적인 서구형 경제 및 경제 모델과는 다른 경제에 대한 관심과 흥미를 불러일으킨다.

## 요소

### 유형
시장 경제는 참가자(경제 주체) 간에 물물교환이나 통화 단위와 같은 네트워크 내에서 인정되는 신용 또는 부채 가치를 가진 교환 매개체를 통해 수요와 공급에 따라 재화와 서비스가 생산되고 교환되는 체제이다. 계획 경제는 정치 주체가 생산되는 것과 그것이 어떻게 판매되고 분배되는지를 직접 통제하는 경제이다. 녹색 경제는 저탄소이며 자원 효율적이다. 녹색 경제에서는 탄소 배출량과 오염을 줄이고, 에너지 및 자원 효율을 높이며, 생물 다양성 손실과 생태계 서비스를 방지하는 공공 및 민간 투자에 의해 소득과 고용 성장이 이루어진다. 긱 경제는 단기 일자리가 수요에 따라 배정되거나 선택되는 경제이다. 세계 경제는 인류의 경제 체계 또는 체계 전체를 의미한다. 비공식 경제는 정부의 어떤 형태로도 과세되거나 감시되지 않는 지하 경제를 의미한다.

### 부문
경제는 다음과 같은 단계 또는 선행 정도를 거쳐 발전했다고 볼 수 있다.
- 고대 경제는 주로 자급 농업에 기반을 두었다.
- 산업 혁명 단계는 지난 3세기 동안 자급 농업의 역할을 줄이고, 더 광범위하고 단일 작물 형태의 농업으로 전환했다. 경제 성장은 주로 광업, 건설, 제조업에서 이루어졌다. 지역 사회 전체에 걸쳐 생산물의 향상된 교환 및 분배의 필요성 때문에 상업이 더욱 중요해졌다.
- 현대 소비 사회 경제 단계에서는 서비스, 금융, 기술—지식경제의 역할이 커지고 있다.

현대 경제에서 이러한 단계적 우선순위는 3부문 모델에서 다소 다르게 표현된다.
- 제1차 산업: 옥수수, 석탄, 목재, 철과 같은 원자재의 추출 및 생산을 포함한다.
- 제2차 산업: 원자재 또는 중간재를 재화로 변환하는 것을 포함한다. 예를 들어 강철을 자동차로, 직물을 의류로 제조한다.
- 제3차 산업: 소비자 및 기업에 서비스를 제공하는 것을 포함한다. 예: 베이비시팅, 영화관, 은행업.

개발된 공동체의 다른 부문에는 다음이 포함된다.
- 공공 부문 또는 국가 부문 (일반적으로 의회, 법원 및 정부 청사, 다양한 긴급 서비스, 공중 보건, 빈곤하고 위협받는 사람들을 위한 보호소, 교통 시설, 공항/항만, 산후 조리, 병원, 학교, 도서관, 박물관, 보존된 역사적 건물, 공원/정원, 자연 보호 구역, 일부 대학교, 국립 스포츠 경기장/스타디움, 국립 예술/콘서트 홀 또는 극장 및 다양한 종교를 위한 센터 등을 포괄한다).
- 민간 부문 또는 민간 운영 사업.
- 자원 부문 또는 사회 부문.[30]

### 경제 지표
한 국가의 국내총생산 (GDP)은 그 경제의 규모를 측정하는 척도이며, 더 구체적으로는 모든 최종재와 서비스의 시장 가치를 화폐로 측정한 것이다. 한 국가의 가장 전통적인 경제 분석은 GDP 및 1인당 GDP와 같은 경제 지표에 크게 의존한다. GDP는 종종 유용하지만, 돈이 교환되는 경제 활동만을 포함한다.
현대에 금융 부문의 중요성이 커지면서, '실물 경제'라는 용어는 분석가뿐만 아니라 정치인에서 재화와 서비스의 실제 생산과 관련된 경제 부문을 나타내는 데 사용되며, 이는 표면적으로는 금융 시장에서의 매매와 관련된 문서 경제 또는 경제의 금융 측면과 대비된다. 대체적이고 오랜 용어는 실질 가치 (인플레이션 조정)로 표현된 경제 측정치(예: 실질 GDP)와 명목 가치 (인플레이션 미조정)로 표현된 측정치를 구별한다.

## 경제학
경제학 연구는 크게 거시경제학과 미시경제학으로 나뉜다. 오늘날 경제를 연구하는 학문 분야의 범위는 사회과학인 경제학을 중심으로 돌아가지만, 사회학, 역사학, 인류학, 지리학을 포함하는 경우도 있다. 생산, 분배, 교환, 재화와 서비스의 소비 전체를 포함하는 인간 활동과 직접 관련된 실용 분야는 경영, 공학, 정부, 의료이다. 거시경제학은 지역 및 국가 수준에서 연구되며, 일반적인 분석에는 소득 및 생산, 화폐, 물가, 고용, 국제 무역 및 기타 문제가 포함된다.

## 같이 보기
- 경제민주주의
- 경제사
- 경제체제
- 사회적 경제
- 경제학

## 참고 문헌
- Friedman, Milton, 자본주의와 자유, 1962.
- Rothbard, Murray, 인간 행동: 경제학 개론, 1962.
- Galbraith, John Kenneth, 풍요한 사회, 1958.
- Mises, Ludwig von, 인간 행동: 경제학 개론, 1949.
- Keynes, John Maynard, 고용, 이자 및 화폐의 일반 이론, 1936.
- Marx, Karl, 자본론, 1867.
- Smith, Adam, 국부론, 1776.